# Geografia Pakistanu

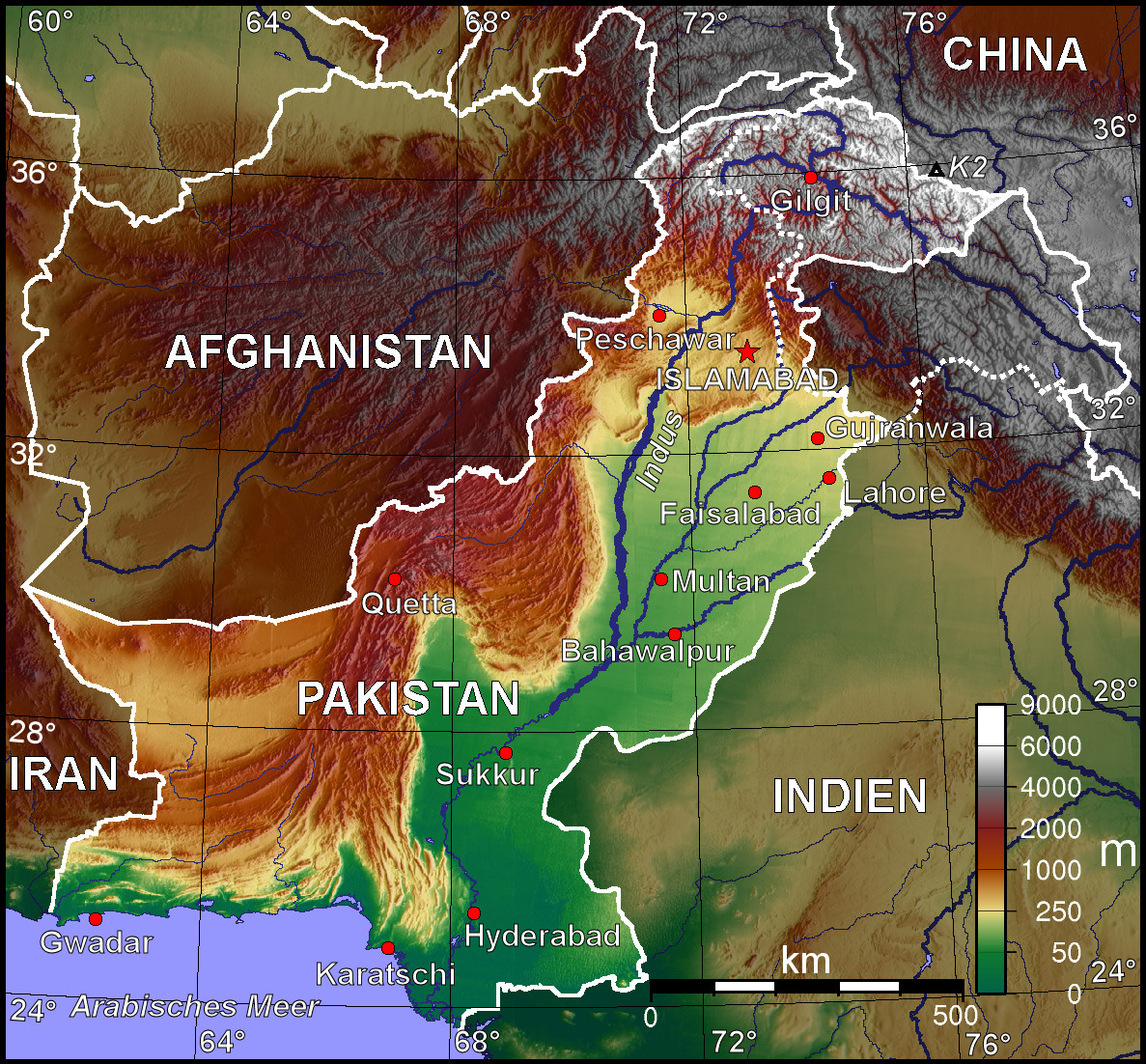
Mapa fizyczna Pakistanu

Pakistan jest państwem leżącym w Azji Południowej nad wybrzeżem Morza Arabskiego, będącego częścią Oceanu Indyjskiego. Pakistan jest muzułmańskim krajem stanowiącym pomost między zachodnią muzułmańską Azją a wschodnią, orientalną Azją, gdzie przeważają takie religie, jak hinduizm czy buddyzm. Na terytorium tego kraju znajduje się słynny ośmiotysięcznik K2, będący częścią łańcucha górskiego Karakorum. Kraj jest atrakcyjny turystycznie, a turystyka stanowi ważną część gospodarki Pakistanu. Mimo to kraj ten należy do słabo rozwiniętych państw świata.

## Powierzchnia i granice

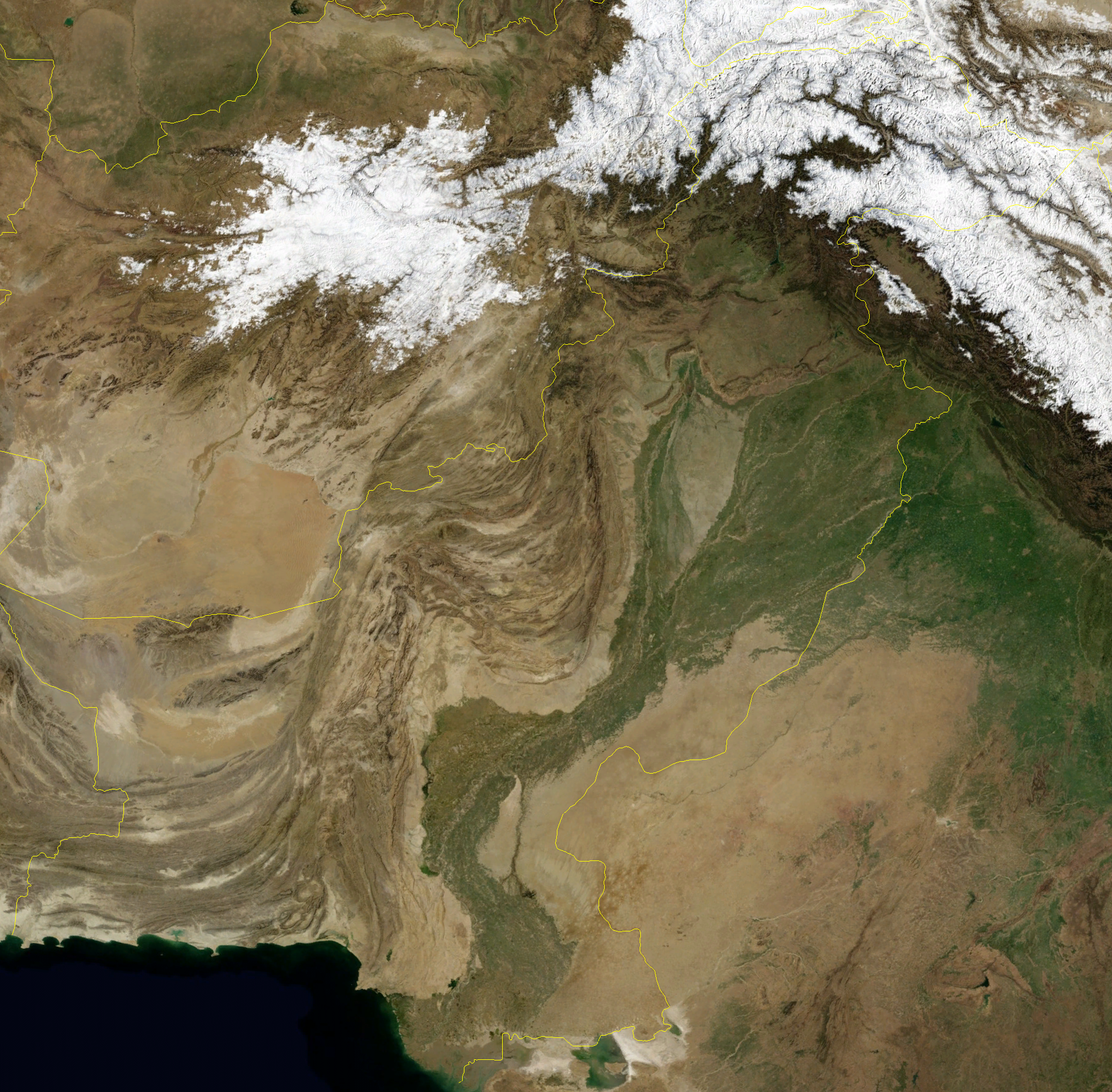
Zdjęcie satelitarne Pakistanu i obszarów przyległych

Powierzchnia – 796 100 km²
Skrajne punkty – północny 37°00'N, południowy 23°45'N, zachodni 60°55'E, wschodni 75°20'E. Rozciągłość południkowa kraju wynosi około 1500 km, a równoleżnikowa około 1100 km.
Pakistan graniczy z następującymi państwami:
- Iran – 909 km
- Afganistan – 2430 km
- Chiny – 523 km, poprzez terytoria administrowane
- Indie – 2912 km

Linia brzegowa – 1046 km

## Budowa geologiczna i rzeźba
Obszar kraju tworzy szeroki pas ciągnący się od Himalajów na północnym wschodzie ku Morzu Arabskiemu na południowym zachodzie. Linia brzegowa w zachodniej części kraju jest równoleżnikowa i urozmaicona niewielkimi półwyspami. Wybrzeże w tej części ma charakter klifowy. Wybrzeże w rejonie zatoki Sonmiami skręca ku południowemu wschodowi z niewielkim półwyspem Muari i deltą Indusu. We wschodniej części wybrzeże jest płaskie w wielu miejscach mangrowe.

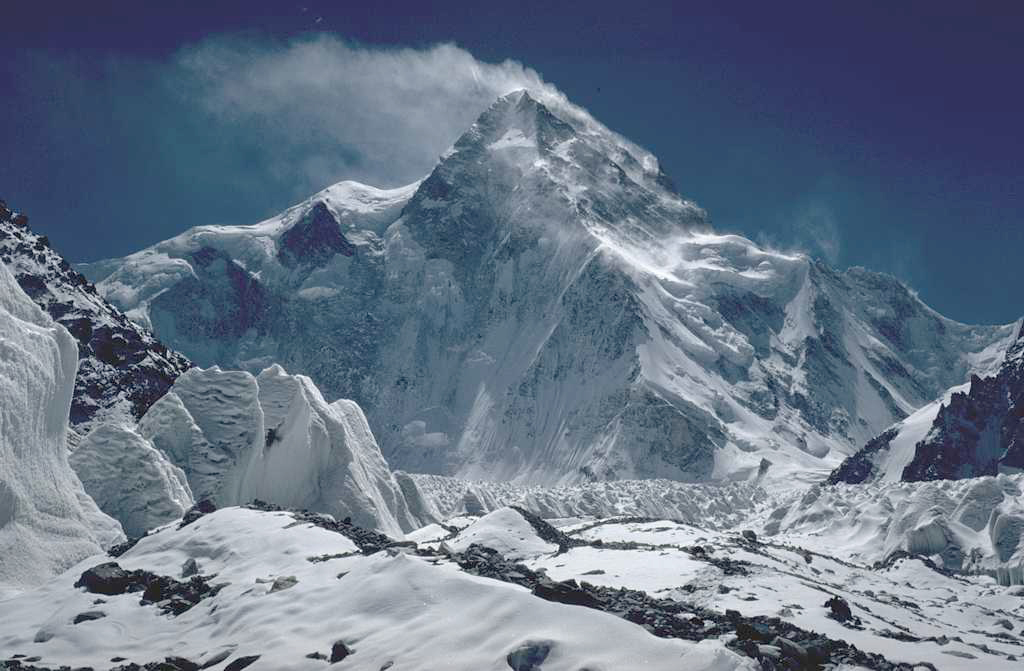
K2

Większość terytorium Pakistanu stanowią młode, położone w strefie sejsmicznej góry fałdowe. Północną i zachodnią część kraju pokrywają wysokie góry, które powstały w okresie fałdowania alpejskiego, a poza nimi obszary północne i tereny leżące w zachodniej części kraju są wyżynne. Wypiętrzenie tych gór było związane z naciskiem, jakim na euroazjatycką płytę tektoniczną litosfery wywierała przesuwająca się ku północy krystaliczna tarcza Dekanu. To spowodowało w szczególności powstanie łańcucha Himalajów. Wschodnia część Pakistanu jest nizinna i obejmuje Nizinę Indusu, będącą częścią aluwialnej Niziny Hindustańskiej. Przepływający w północnej części kraju Indus rozdziela dwa potężne łańcuchy górskie jakimi są Karakorum i Himalaje. W tym regionie znajdują się najwyższe szczyty górskie Pakistanu. W skład Himalajów wchodzą pasma Pangi, Delosai i masyw Nanga Parbat, gdzie najwyższy szczyt wznosi się na 8126 m n.p.m. Na południe od Wysokich Himalajów ciągną się sąsiadujące z Wysokimi Himalajami fragmenty Małych Himalajów.
Mniej więcej na północ od Himalajów ciągnie się łańcuch wysokich gór Karakorum, z drugim co do wysokości szczytem świata K2, zwanym Czogori. Jest to najwyższy szczyt kraju, który wznosi się na 8611 m n.p.m. Karakorum są najwyższymi górami Pakistanu, które zbudowane są z prekambryjskich skał granitowych i gnejsów. Góry te cechuje młoda, alpejska rzeźba, z ostrymi formami skalnymi i głęboko wciętymi dolinami. Wzdłuż zachodniej granicy Pakistanu z północy na południe ciągną się niższe pasma górskie, które należą do łańcucha gór Hindukuszu.

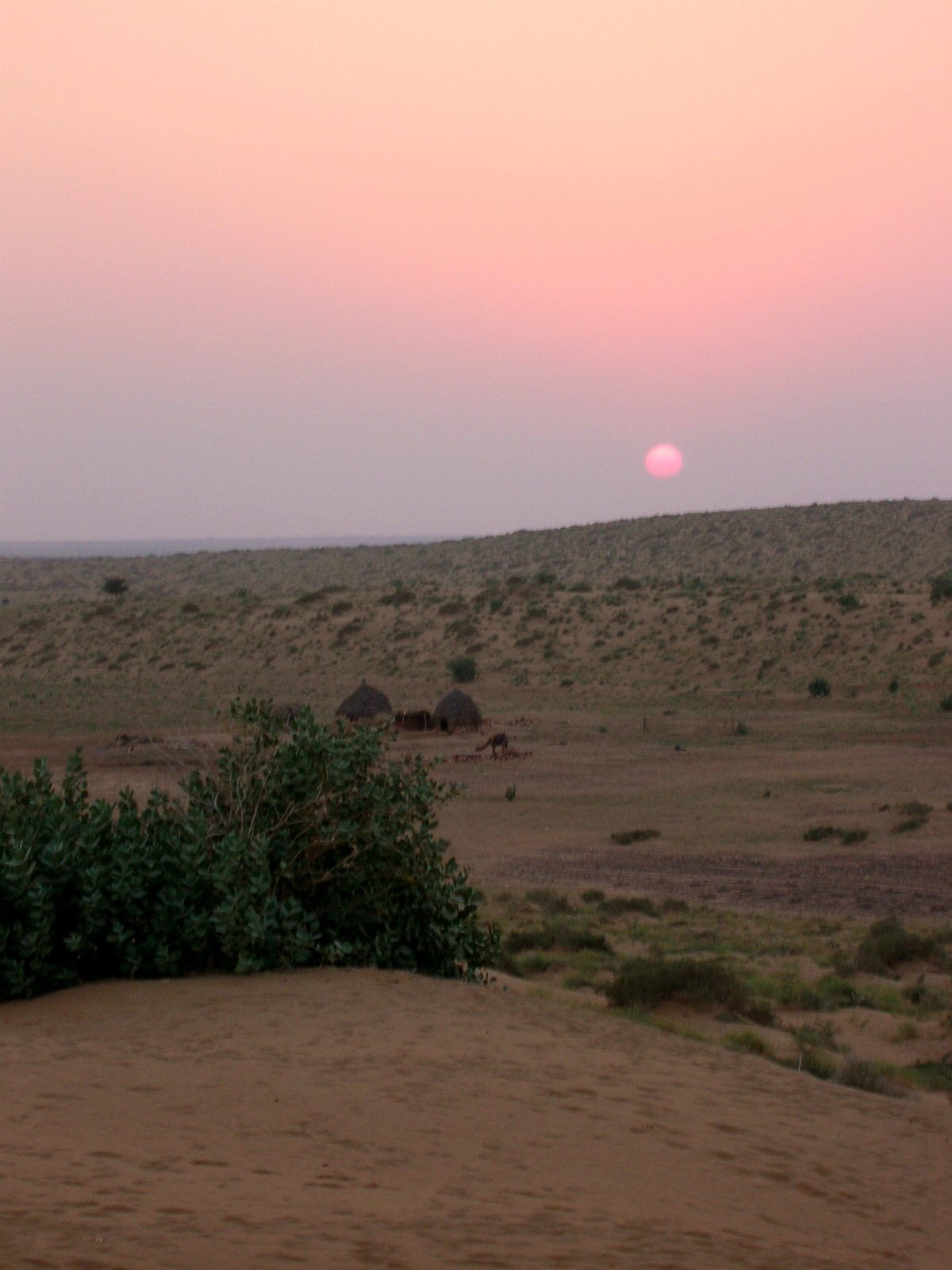
Pustynia Thar

Poza terenami górskimi obszar Pakistanu pokrywają płaskowyże i wyżynne równiny będące częścią przedgórzy Himalajów, Karakorum i Hindukuszu. Jednym z takich obszarów jest leżący na południe od Himalajów płaskowyż Potwar o średniej wysokości 300–500 m n.p.m. Dalej na południe obszar ten przechodzi w równinę Pendżabu, która stanowi fragment Niziny Indusu.
Nizina Indusu jest pokaźnych rozmiarów (szeroka na około 550 km i długa na około 1200 km) regionem Pakistanu, którego średnia wysokość wynosi około 200 m n.p.m. Od zachodu ograniczają ją pasma Gór Sulejmańskich, których najwyższy szczyt Kajsargh o wysokości 3441 m n.p.m. Drugim pasmem są góry Brahiu, który najwyższy szczyt – Zargun wznosi się na 3578 m n.p.m. Za Górami Sulejmańskimi rozciąga się opadający ku zachodowi płaskowyż Beludżystanu. Północne obszary tego płaskowyżu jak i Góry Sulejmańskie są obszarami aktywnymi sejsmicznie.

## Klimat
Pakistan leży w strefie klimatu zwrotnikowego suchego i podzwrotnikowego także suchego. Ten pierwszy obejmuje Nizinę Indusu i wybrzeże, natomiast podzwrotnikowy - północno-zachodnią część kraju. W Pakistanie północnym i we wszystkie terenach górskich występuje piętrowość klimatyczna.
Generalnie Pakistan należy do państw o klimatach gorących, gdzie średnie roczne wartości przekraczają 15 °C. I tak jest w praktyce, lecz ze względu na rzeźbę terenu temperatury są zróżnicowane. Tereny nizinne, zwłaszcza te na południu, są ciepłe, gdzie temperatury w styczniu wynoszą około 16 °C, zaś na samym wybrzeżu dochodzą do 18 °C. Północ jest chłodniejsza i średnie wartości wynoszą około 10 °C. Wraz z nastaniem wiosny temperatury szybko się podnoszą z każdym tygodniem, zwłaszcza na terenach pustynnych. Lata są gorące na przeważającej części kraju. Północna część Pakistanu cechuje się temperaturami rzędu 25-26 °C, a na południu kraju jest gorąco, ze średnimi wartościami rzędu 35-38 °C. Na pustyniach temperatury są wyższe i dochodzą do 48 °C. Tak jest na przykład na pustyni Thar w środkowowschodniej części kraju. Kraj cechuje się dużymi amplitudami dobowymi, co jest związane z suchością klimatu i postępującym w głąb lądu kontynentalizmem. Jedynie wysoko w górach jest chłodno. W Himalajach Wysokich i w Karakorum jest zimno, gdzie przez cały rok temperatura nie wzrasta powyżej 0 °C W wyższych partiach gór temperatury zimą obniżają się do -40 °C.

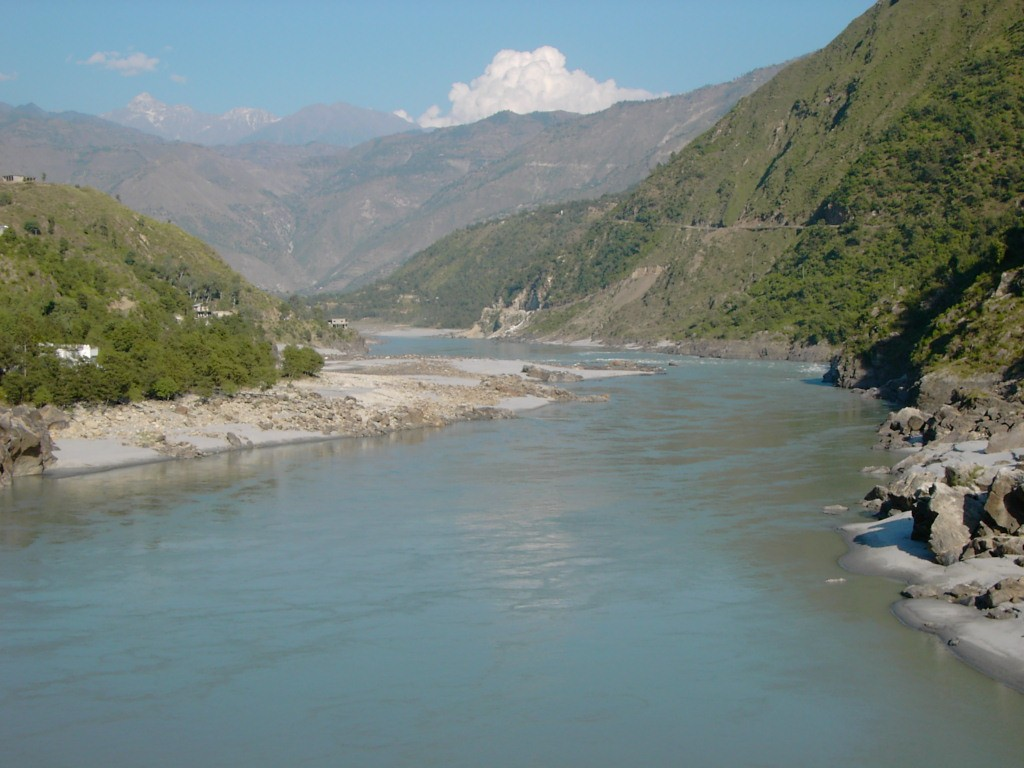
Indus w północnej, górzystej części Pakistanu

Pakistan jest krajem dość suchym, gdzie ilości opadów na większości obszarów są niskie. W różnych regionach kraju opady przypadają na odmienne pory roku. W Pendżabie wyraźne zaznacza się monsun letni, gdzie opady są najwyższe od lipca do września. Zimą zachodnie i północne obszary znajdują się pod wpływem wilgotnych mas powietrza związanych z cyrkulacją śródziemnomorską. W Hindukuszu i w Himalajach występują wtedy obfite opady śniegu. Najmniejsze opady występują w zachodnim Beludżystanie, w środkowej dolinie Indusu i na pustyni Thar. Rocznie w tych regionach spada od 50 do 100 mm deszczu, najmniej, bo poniżej 50 mm, rocznie spada właśnie w zachodnim Beludżystanie. Wschodni Beludżystan i rejon delty Indusu także jest suchym regionem Pakistanu, gdzie roczne sumy opadów wynoszą około 200–300 mm. Im dalej na zachód i północ, wraz ze wzrostem wysokości ilość opadów rośnie. W Pendżabie spada średnio 400 mm opadów. Na terenach górzystych opady wzrastają do 1000 mm rocznie. Na południowych stokach Himalajów wartości opadowe przekraczają 1000 mm, w niektórych rejonach tych gór średni roczny opad dochodzi do 1500 mm. Jednakże w osłoniętym od wpływu monsunów Karakorum opady gwałtownie maleją do 100–150 mm rocznie i są to głównie opady śniegu.
Klimat w Pakistanie cechuje się niskimi opadami, niską wilgotnością, która tylko latem na wybrzeżu jest względnie wysoka, oraz dużym usłonecznieniem, około 3400 godzin rocznie ze słońcem. Latem dominują związane z monsunem wiatry południowe i południowo-zachodnie, zimą zaś wieją wiatry zachodnie. Latem w dolinie Indusu wieją tak zwane wiatry loo. Na pustyniach do częstych zjawisk należą burze piaskowe.

## Wody
Pakistan mimo suchości klimatu jest krajem generalnie zasobnym w wody powierzchniowe. Przyczyną jest fakt, że wszystkie rzeki kraju płynąc południkowo, wypływają z wysokich pasm górskich i innych obszarów wysoko położonych, gdzie znajdują się źródła zasilające cieki wodne. Pakistan w większości swojego terenu należy do zlewiska Morza Arabskiego. Reszta kraju to tereny bezodpływowe, leżące w zachodniej części kraju.
Główną rzeką kraju, a zarazem osią hydrograficzną kraju jest Indus, którego długość wynosi 3180 km. Indus wypływa z Wyżyny Tybetańskie i płynie mniej więcej na południe przez cały kraj. Przy ujściu tworzy, wielką deltę o powierzchni około 8000 km². Głównymi dopływami Indusu są Satledź, Dźhelam, Ćenab i Rawi. Rzeki te biorą swój początek w Himalajach i tworzą wraz z Indusem ogromny stożek napływowy tak zwane Pięciorzecze, czyli Pendżab. Na Indusie i Dźhelam zbudowano liczne zbiorniki wodne. Największym z nich jest Tarbela o pojemności 17 km³. Największym prawobrzeżnym dopływem Indusu jest spływająca z Afganistanu rzeka Kabul. Z Gór Sulejmańskich do Indusu spływają Kurram, Gumal i Sangar. Dopływy dolnego Indusu to rzeki krótkie i okresowe.
Bezpośrednio do Morza Arabskiego uchodzi kilka rzek, które odwadniają południowy Beludżystan. Największymi z tych rzek są Daszt Kaur i Hingol. Pozostałą część Beludżystanu to obszary bezodpływowe na którym okresowe rzeki wpadają do okresowych słonych jezior i solnisk. Poza rzekami i zbiornikami wodnymi w Pakistanie istnieją także lodowce, które powstały dzięki sprzyjającym warunkom klimatycznym. Lodowce występują głównie w Karakorum, największym z nich jest Sjaczen o długości 75 km. Niewielkie lodowce występują także w Himalajach na terenie masywu Nanga Parbat oraz w Hindukuszu.

## Gleby
Duże obszary Pakistanu mają dość żyzne pokrywy glebowe. Na Nizinie Indusu występują aluwialne osady, zaś równina Pendżabu jest pokryta fluwisolami, które także pokrywają wąski pas doliny Indusu. Reszta powierzchni kraju pokryta jest mało żyznymi płytkimi glebami. Wschodnia część Pakistanu jest dominowana przez pustynne gleby, jakimi są yermosole, które przechodzą w lotne piaski na pustyni Thar, a na krańcach południowo-wschodnich – w sołonczaki. Beludżystan jest pokryty górskimi kserosolami, które w wielu miejscach są zasolone. Północna część kraju jest pokryta kambisolami – glebami cynamonowymi. Tereny górskie są zdominowane przez litosole. Większość gleb Pakistanu charakteryzuje się niską zawartością substancji organicznych i wymaga nawożenia.

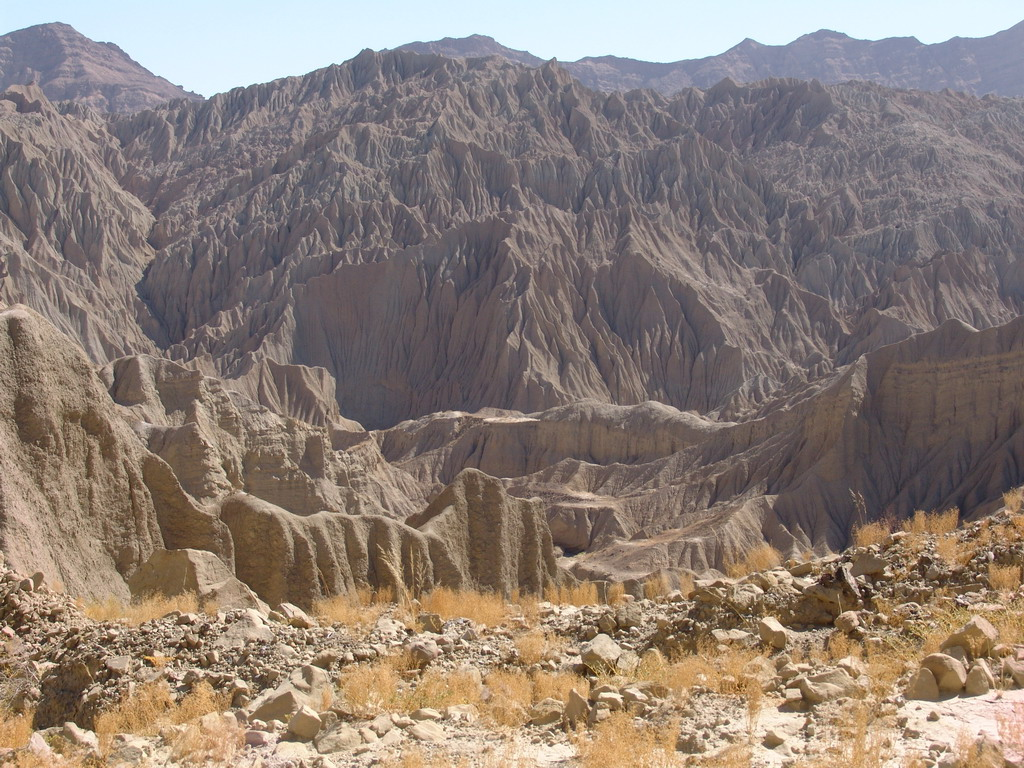
Górzysty region Beludżystanu

## Flora
Szata roślinna jest dość skąpa ze względu na suchość klimatu, jaka obejmuje większość kraju. Lasy zajmują mniej niż 10% powierzchni kraju i znajdują się głównie w górach. Niewielkie fragmenty lasów zwrotnikowych, które zrzucają liście w porze suchej, rosną na wschodnich stokach Gór Sulejmańskich. W delcie Indusu rosną niewielkie połacie lasów namorzynowych. Hindukusz jest pokryty lasami, lecz tylko w miejscach, gdzie występują największe opady deszczu. Rosną tam jodły i świerki, które na wysokości 3500 m n.p.m. przechodzą w zarośla alpejskie z brzozą i jałowcem. W Karakorum rosną lasy cedrowo-brzozowe, które występują wyspowo wśród suchego stepu do wysokości około 3500 m n.p.m. Klasyczne piętra roślinne uformowały się jedynie w najwilgotniejszych partiach Himalajów. Do wysokości 1500 m n.p.m. rosną tam zarośla twardolistne z dziką oliwką i akacją, a wyżej lasy mieszane.
Większość kraju pokrywają pustynie, półpustynie i stepy. Na tych terenach rosną sucholubne zarośla przechodzące w Beludżystanie i na pustyni Thar w bardzo skąpą roślinność kserofityczną. Niektóre obszary pustyni Thar są pozbawione roślinności, gdzie występują piaszczyste wydmy. Niższe partie gór w północno-zachodniej części kraju pokrywają stepy. Także na Nizinie Indusu występują stepy piołunowe i ostnicowe, zaś tereny zasolone pokrywają słonorośla. Na terenach nawadnianych w Pendżabie prowadzi się plantacyjną uprawę niektórych szybko rosnących gatunków drzew na przykład akacji. Prowadzone są też liczne nasadzenia w celu zapobiegania erozji gleb.

## Fauna
Świat zwierząt jest bardzo bogaty, charakterystyczny dla Regionu Przednioindyjskiego Krainy Orientalnej. W górach Pakistanu żyje niedźwiedź himalajski i rzadko występujący irbis. Z ssaków trawożernych żyjących na terenach wysoko położony występują dzikie owce, nahury i gazele tybetańskie. Największym ssakiem żyjącym w lasach obszarów nizinnych jest słoń indyjski, a poza nim występują bawoły, liczne jeleniowate i antylopa niglau. Największym drapieżnikiem jest tygrys. Jeśli chodzi o naczelne, to w Pakistanie żyją langury i makaki. W dolinie Indusu występują licznie ptaki wodne i brodzące. Niebezpiecznym i pospolicie występującym w kraju gadem jest kobra indyjska. W rzekach żyje gawial gangesowy.
Tereny chronione zajmują w kraju około 5% powierzchni. Istnieją 53 różnego rodzaju obszary chronione. Do najbardziej znanych parków narodowych należy Kirthar Park w paśmie górskim Kirthar, gdzie żyją antylopy chinkara, gazele, szakale i wilki. Oprócz tego parku innym ważny obszarem chronionym jest Chiltan Hazarganji Park w północnym Beludżystanie, gdzie żyją dzikie kozy, owce, lamparty, kobry i pytony. Największymi zagrożeniami są postępująca erozja gleb i wylesianie.